# Каштелу-Бранку
Каште́лу-Бра́нку (порт. Castelo Branco; МФА: [kɐʃ.ˈte.ɫu ˈbɾɐ̃.ku], «Білгород») — муніципалітет і місто в Португалії, в окрузі Каштелу-Бранку. Адміністративний центр округу.  Розташований у східній частині країни, на теренах історичної португальської провінції Бейра. Належить до Порталегрівсько-Каштелу-Бранківської діоцезії Католицької церкви в Португалії. Права міського самоврядування має з 1213 року. Поділяється на 19 парафій. За адміністративним поділом, чинним до 1976 року, був складовою провінції Нижня Бейра. Площа муніципалітету — 1438,19 км², населення муніципалітету — 56109 ос. (2011); густота населення — 39,01 осіб/км²
. Патрон — святий Вікентій. Святковий день муніципалітету — 3-тя неділя після Пасхи. Поштовий індекс — 6000.  Код місцевої адміністративної одиниці — 0502. Складова статистичного регіону Центр.

## Назва
- Каштелу-Бранку (порт. Castelo Branco, стара орфографія: порт. Castello Branco)
- Латинські назви — Albicastrum[2], Album Castellum[2], Castrobracum[2], Castrobracense oppidum[2].

## Географія
Каштелу-Бранку розташоване на сході Португалії, в центрі і півдні округу Каштелу-Бранку, на португальсько-іспанському кордоні.
Каштелу-Бранку межує на півночі з муніципалітетом Фундан, на сході — з муніципалітетом Іданя-а-Нова, на півдні — з Іспанією, на південному заході — з муніципалітетом Віла-Веля-де-Родан, на заході — з муніципалітетами Пруенса-а-Нова і Олейруш.

## Історія

Музей Francisco Tavares Proença Júnior в Каштелу-Бранку

Каштелу-Бранку отримав свою назву від розташованого на цьому місці лузітано-римського укріпленого поселення (каструма) під назвою Кастра Леука на вершині пагорба Коліна-да-Кардоса. На схилах цього пагорба пізніше постало середньовічне місто.
1213 року португальський король Афонсу II надав Каштелу-Бранку форал, яким визнав за поселенням статус містечка та муніципальні самоврядні права.

## Населення
| Кількість мешканців | Кількість мешканців | Кількість мешканців | Кількість мешканців | Кількість мешканців | Кількість мешканців | Кількість мешканців | Кількість мешканців | Кількість мешканців | Кількість мешканців | Кількість мешканців | Кількість мешканців | Кількість мешканців | Кількість мешканців | Кількість мешканців |
| ------------------- | ------------------- | ------------------- | ------------------- | ------------------- | ------------------- | ------------------- | ------------------- | ------------------- | ------------------- | ------------------- | ------------------- | ------------------- | ------------------- | ------------------- |
| 1864                | 1878                | 1890                | 1900                | 1911                | 1920                | 1930                | 1940                | 1950                | 1960                | 1970                | 1981                | 1991                | 2001                | 2011                |
| 29 668              | 31 806              | 35 068              | 38 302              | 42 547              | 44 300              | 50 434              | 58 700              | 63 305              | 63 091              | 55 195              | 54 908              | 54 310              | 55 708              | 56 109              |

## Парафії
- Алкайнш
- Алмаседа
- Бенкеренсаш
- Ешкалуш-де-Байшу
- Ешкалуш-де-Сіма
- Жункал-ду-Кампу
- Кафеде
- Каштелу-Бранку
- Лардоза
- Лорісал-ду-Кампу
- Лоза
- Малпіка-ду-Тежу
- Мата
- Монфорте-да-Бейра
- Ніню-ду-Асор
- Повуа-де-Ріу-де-Мойнюш
- Реташу
- Салгейру-ду-Кампу
- Санту-Андре-даш-Тожейраш
- Сан-Вісенте-да-Бейра
- Сарзедаш
- Себолайш-де-Сіма
- Собрал-ду-Кампу
- Тіналяш
- Фрейшіал-ду-Кампу

## Пам'ятки
- Каштелу-Бранківський собор — катедральний собор кінця XVII століття.